# 프레데릭스보르 여백작 알렉산드라
알렉산드라 크리스티나(Alexandra Christina, Countess af Frederiksborg, 1964년 6월 30일 ~ )는 덴마크 왕 프레데리크 10세의 동생인 요아킴 왕자의 전 부인이다.
그녀는 홍콩에서 태어났고, 아시아와 유럽의 혼혈 혈통이다. 그녀는 1994년에 요아킴 왕자를 소개받았다. 그들은 1995년에 결혼했고, 두 아들을 낳았고, 그 후 2005년에 이혼했다.